# 下常吉
下常吉（しもつねよし）は、京都府京丹後市にある地名。大字としての名称は大宮町下常吉（おおみやちょうしもつねよし）。常吉川のすぐ下流にある上常吉（かみつねよし）に対応する地名である。

## 地理・交通

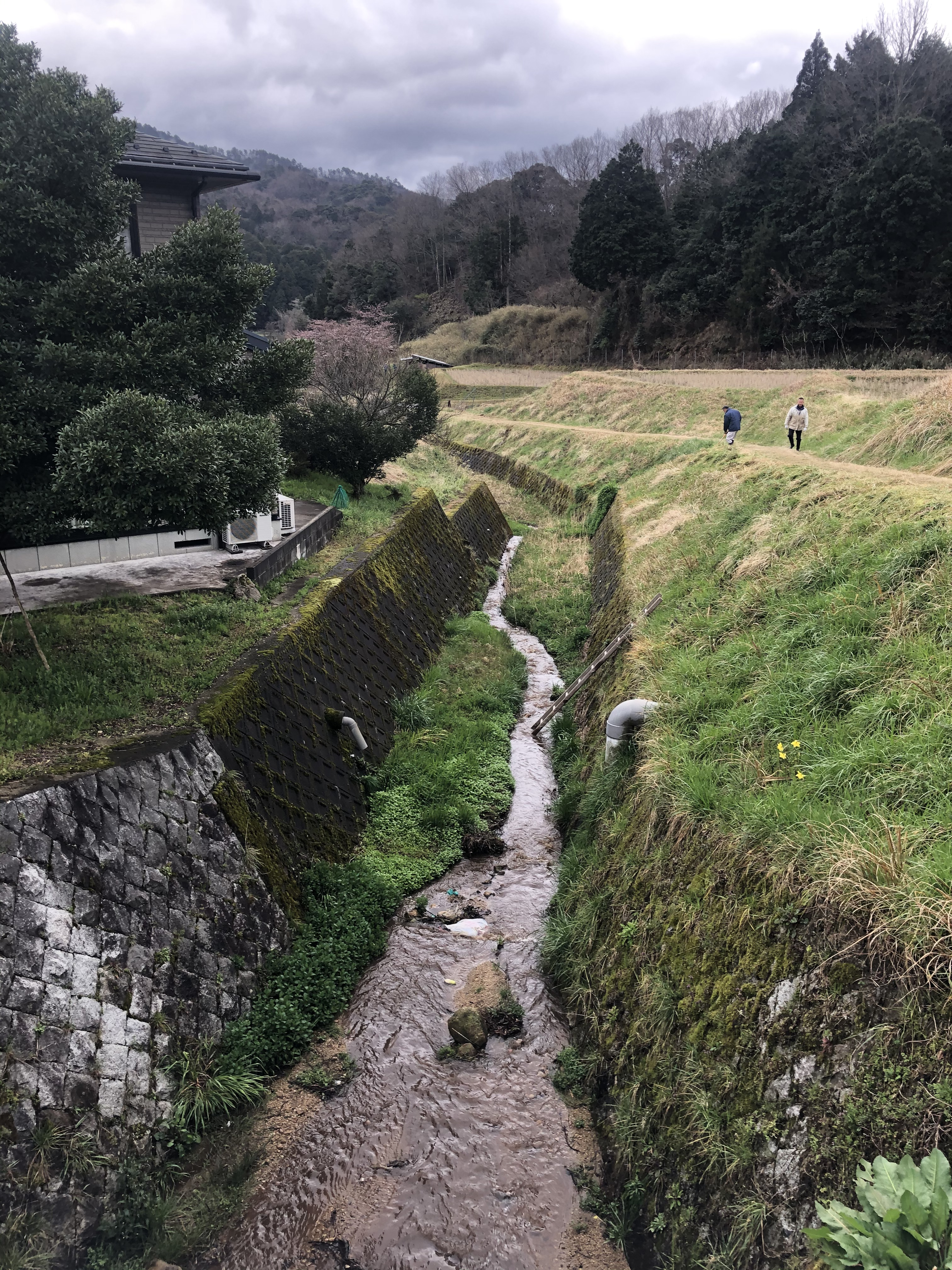
天谷川

磯砂山の東麓にあり、東西が磯砂山の山並みに囲まれている。常吉川の上流域に位置し、上常吉のすぐ下流側（北側）にある。東部を常吉川が流れ、常吉川に京都府道76号野田川大宮線が並行している。地域の大部分が山林であり、常吉川の川沿いに水田がある。

### 自然
- 常吉川（つねよしがわ） - 竹野川の支流。長さ5.891 km[3]。上常吉を流れた後に下常吉を流れる。
- 天谷川（てんだにがわ） - 常吉川の支流。下常吉の集落内を流れる。

### 小字
- 野引（のびき）
- 前田（まえだ）
- 紙屋（かみや）
- 小谷（こだに）
- 家の奥（いえのおく）
- 中縄手（なかなわて）
- 細谷（ほぞだに）
- 加茂（かも）
- 坂谷（さかだに）
- 宇ヤ（うや）
- 下谷口（しもたにぐち）
- 下谷（しもだに）
- 中谷（なかたに）
- 赤尾（あかお）
- 馬乗（うまのり）

- 野田（のだ）
- 寺の下（てらのした）
- サコ（さこ）
- 宮ノ下（みやのした）
- 天谷（てんだに）
- 大谷口（おおたにぐち）
- 大谷（おおだに）
- 夏谷（なつだに）
- ビジヤ門（びしやもん）
- 足谷（あしたに）
- 城山下（しろやました）
- 城山（しろやま）
- 風呂屋谷（ふろやだに）
- 谷（たに）
- 安田（やすだ）

- 貝谷（かいだに）
- 日光寺（にっこうじ）
- サイ谷（さいだに）
- イマヘ（いまへ）
- 宮谷（みやだに）
- 車谷（くるまだに）
- 車口（くるまぐち）
- 大倉口（おおくらぐち）
- 光田（こうでん）
- 野々下（ののした）
- 四反田（したんだ）
- 綿坪（わたがつぼ）
- 天神谷口（てんじんだにぐち）
- 芦谷（あしだに）

## 歴史

### 中世
長禄年間（1457年-1460年）編纂と伝える『丹後国田数帳』に見られる恒吉保の一部だった。かつては七堂伽藍を持つ桑東山日光寺という名称の大寺があったとされる。

### 近世
もとは恒吉村（常ではなく恒）の一部だったが、江戸時代初期に分村して下常吉村が独立した。『慶長検地郷村帳』には「恒吉村之内下村」の注記が見られ、上恒吉村・下恒吉村とは一村として扱われていたが、延宝3年（1675年）の郷村帳では上恒吉村・下恒吉村と別表記され。され、江戸初期に分村されていたと考えられる。
近世初期には宮津藩領だったが、寛文6年（1667年）に幕府領となり、寛文9年（1670年）に宮津藩領、延宝8年（1680年）に幕府領、天和元年（1681年）に宮津藩領、文政11年（1828年）に幕府領、天保9年（1839年）に宮津藩領となった。『宝永村々辻高帳』における石高は557石余、『宝暦郷村之覚』における石高は559石余・うち新田1石余であり、『天保郷帳』でも『宝暦郷村之覚』と同じ石高、『旧高旧領』では557石余だった。

### 近現代
1871年（明治4年）には宮津県に所属し、やがて豊岡県に所属したが、1876年（明治9年）に京都府所属で落ち着いた。町村制の施行により、1889年（明治22年）2月23日には上常吉村と下常吉村が合併して常吉村が発足した。1947年（昭和22年）には常吉村の大字として下常吉が設置されている。
1951年（昭和26年）4月1日、常吉村、口大野村、奥大野村、三重村、周枳村、河辺村が新設合併して大宮町が発足した。大宮町の大字として下常吉が設置されている。1960年（昭和35年）の人口は339、世帯数は70、1970年（昭和45年）の人口は407、世帯数は92、1980年（昭和55年）の人口は361、世帯数は86、1990年（平成2年）の人口は281、世帯数は65だった。機業を営む兼業農家が多く、1982年（昭和57年）時点で機業事業所は45、従業員数は82だった。
2004年（平成16年）4月1日、大宮町、中郡峰山町、竹野郡網野町、丹後町、弥栄町、熊野郡久美浜町が新設合併して京丹後市が発足した。京丹後市の大字として大宮町下常吉が設置されている。2014年（平成26年）3月末時点の人口は212人だった。

## 名所・旧跡・施設

### 寺院・神社
- 常林寺 - 曹洞宗の寺院。平地峠にある平地地蔵は常林寺が管理している。
- 天神神社 - 旧社格は村社。小字天谷にあるが、現在地への移転前は小字こしき谷に社殿があり、現在も旧社地には岩組みの跡などが残っている[7]。
- 稲荷神社 - 小字赤尾にある[8]。祭神は倉稲魂命[8]。祭日は9月7日[8]。
- 愛宕神社 - 小字岡にある[9]。祭神は火産霊命[9]。祭日は8月23日[9]。

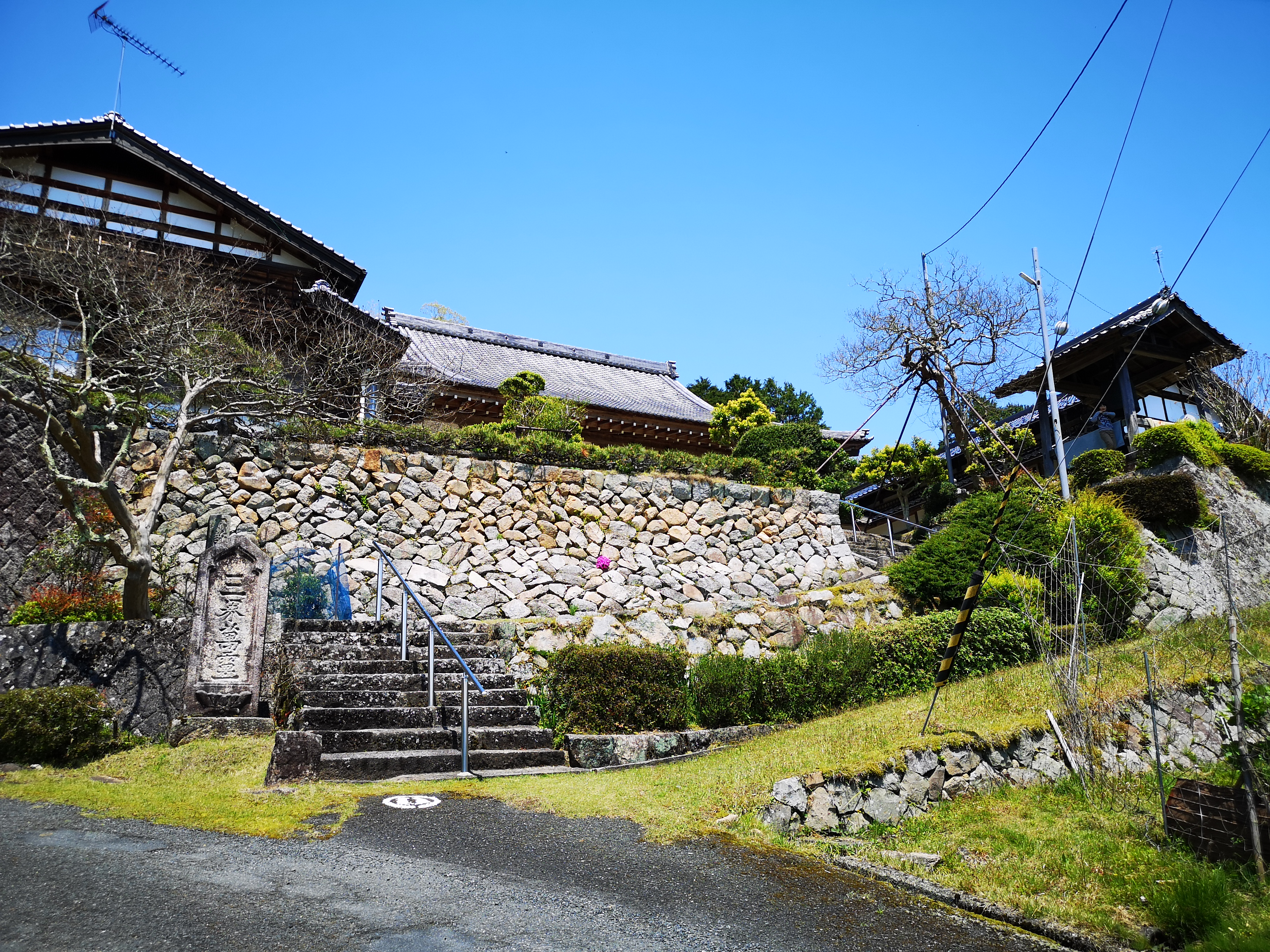
常林寺
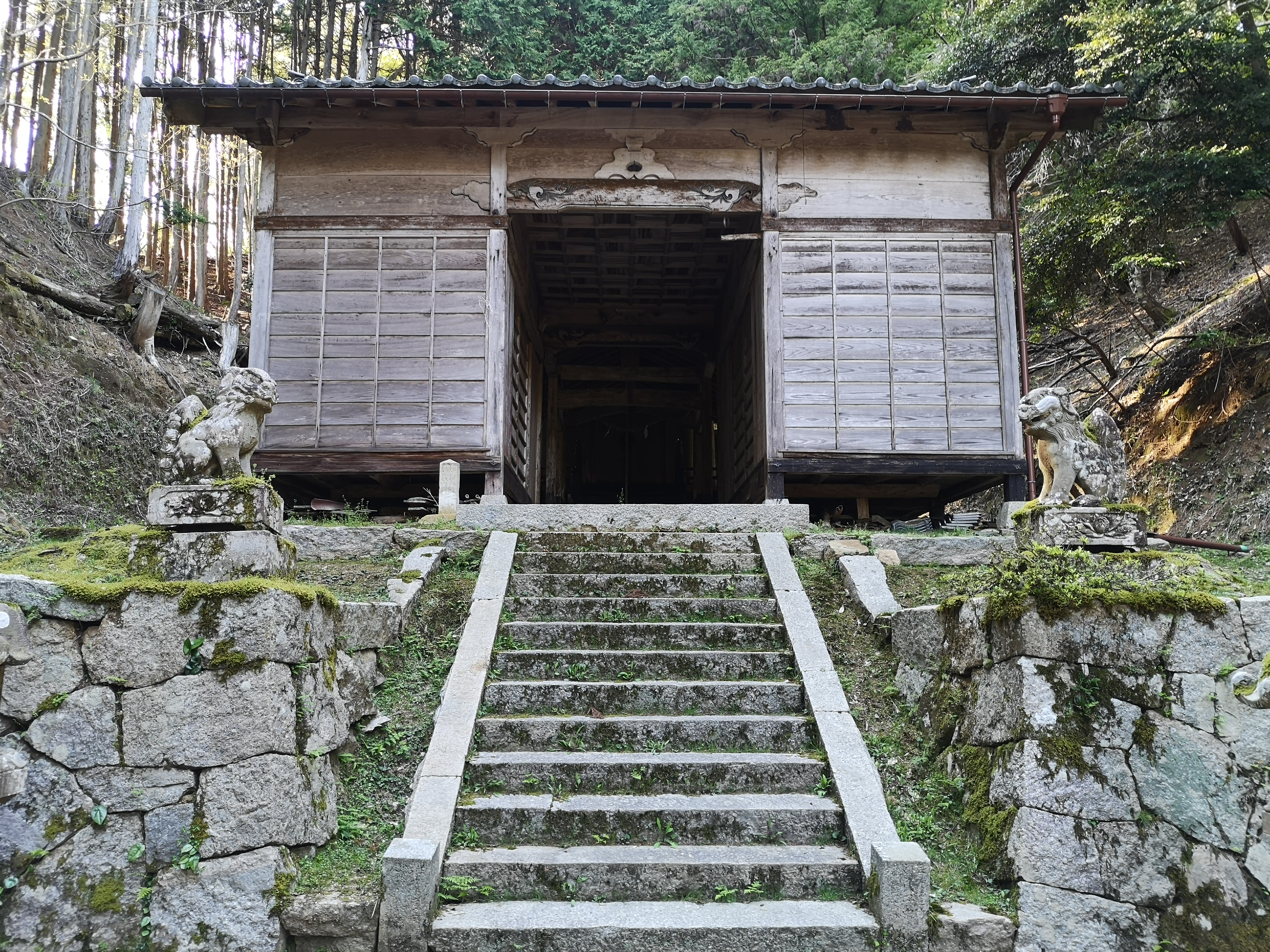
天神神社
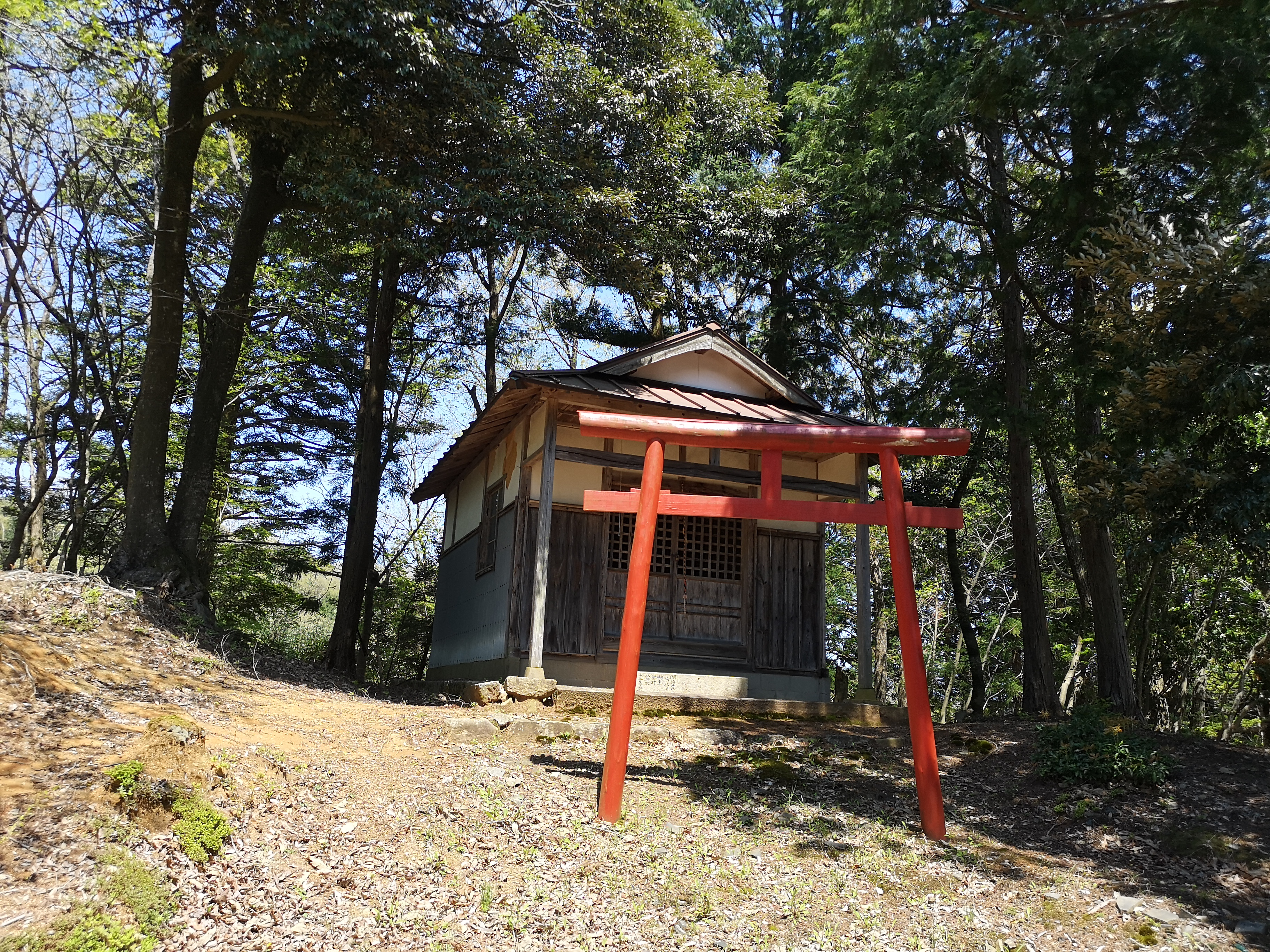
稲荷神社

### 史跡
- 坂谷遺跡 - 小字坂谷[10]。
- 坂谷古墳 - 小字坂谷[10]。円墳と思われる[10]。
- 紙屋古墳 - 小字坂谷[10]。方墳[10]。1号墳から5号墳まである[10]。
- 下常吉城址 - 足谷とつるの谷の間の突出した丘にある[11]。石子紀伊守の居城とされる[2]。
- 地蔵尊 八十八ヶ所巡り - 常林寺の境内には、1918年（大正7年）3月に祀られた88体の地蔵尊（八十八ヶ所巡り）がある[12]。
- 薬師堂
- 庚申堂（城山登り口） - 庚申塔の高さ60cm[13]。庚申塔のほかに地蔵五輪塔など数体が祀られている[13]。1940年（昭和15年）創立[13]。
- 庚申堂（小字大谷口） - 石塔は高さ137cm・幅46cm[13]。享保14年（1730年）9月18日建立。18軒で講を持っている[13]。
- 地蔵（紙屋組） - 常吉駐在所の横。1間四方の堂に高さ1mの地蔵尊が祀られている[13]。1903年（明治36年）建立[13]。
- 地蔵（赤尾組） - 下常吉区備品倉庫の横。
- 地蔵（中路組） - 天谷川に架かる天谷橋の横。
- 地蔵（坂荒組） - 常林寺参道入口の西。
- 天谷川改修記念碑 - 1969年（昭和44年）から1971年（昭和46年）に工費1億2100万円で天谷川が改修された際の記念碑[14]。高さ180cm。

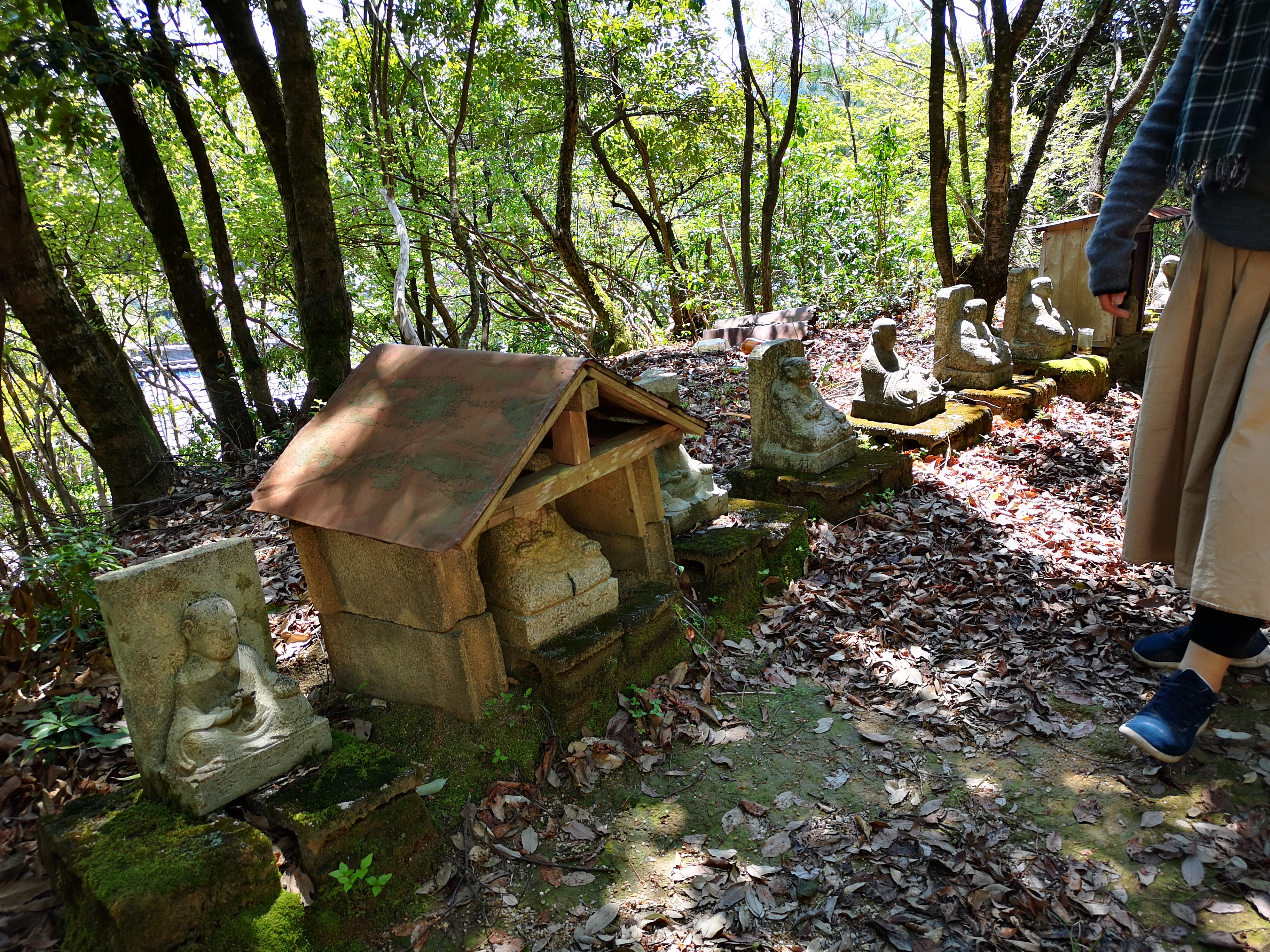
地蔵尊 八十八ヶ所巡り
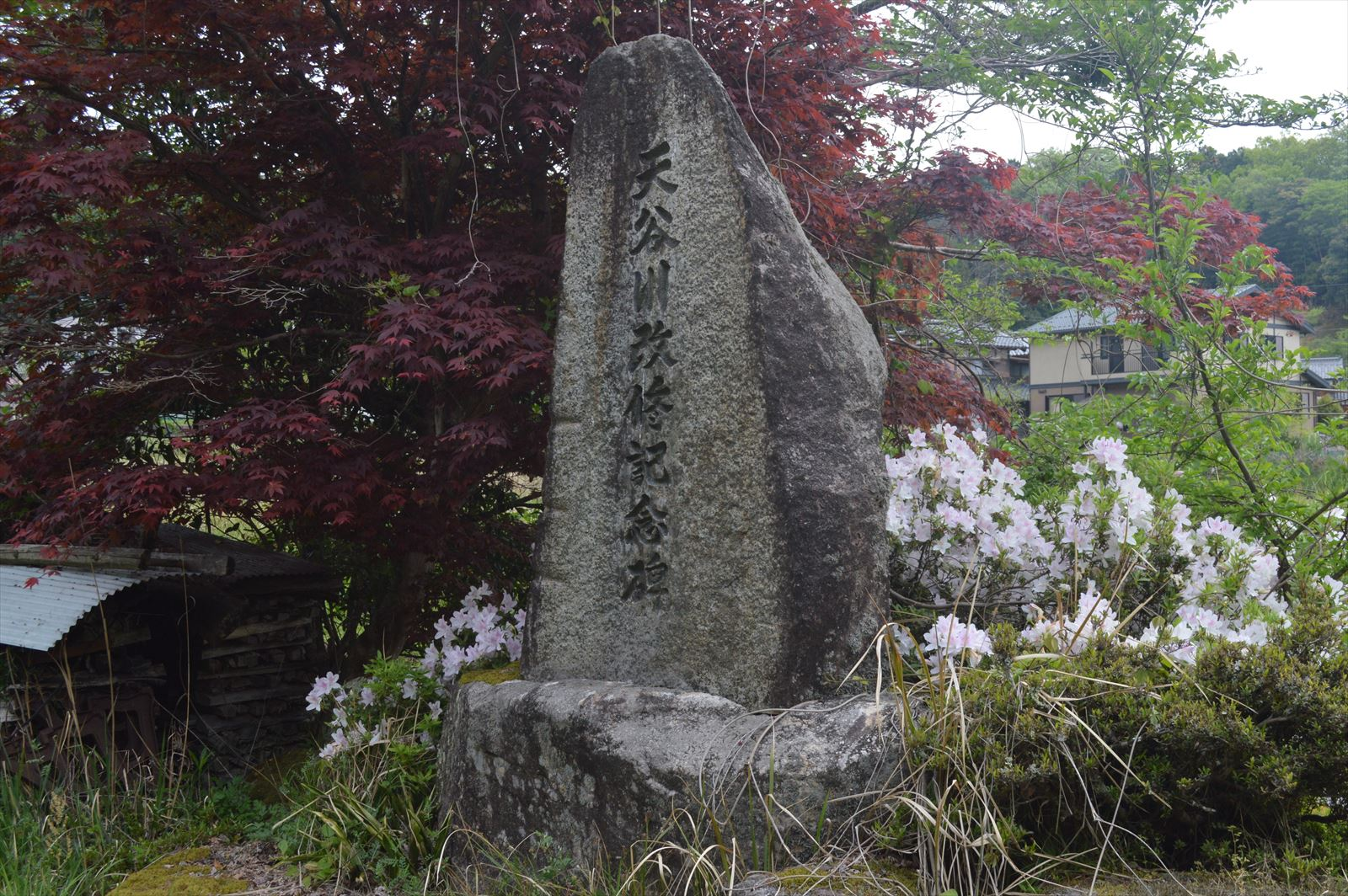
天谷川改修記念碑

### 施設
- 下常吉公民館 - 1981年（昭和56年）3月に竣工式が挙行された[15]。
- 京丹後警察署常吉駐在所 - 外観は平地地蔵をモチーフとしている。
- 丹海バス「下常吉」バス停

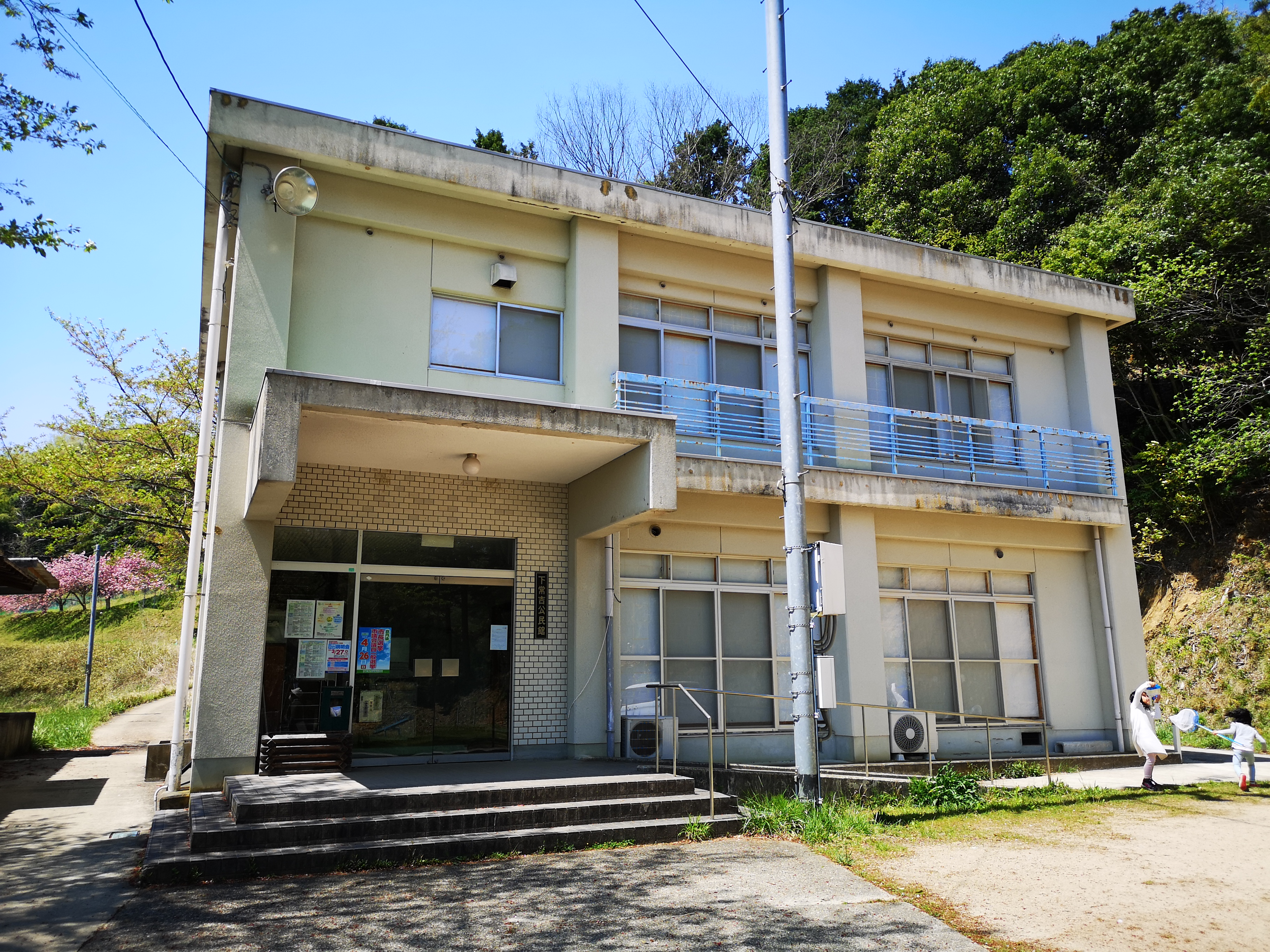
下常吉公民館
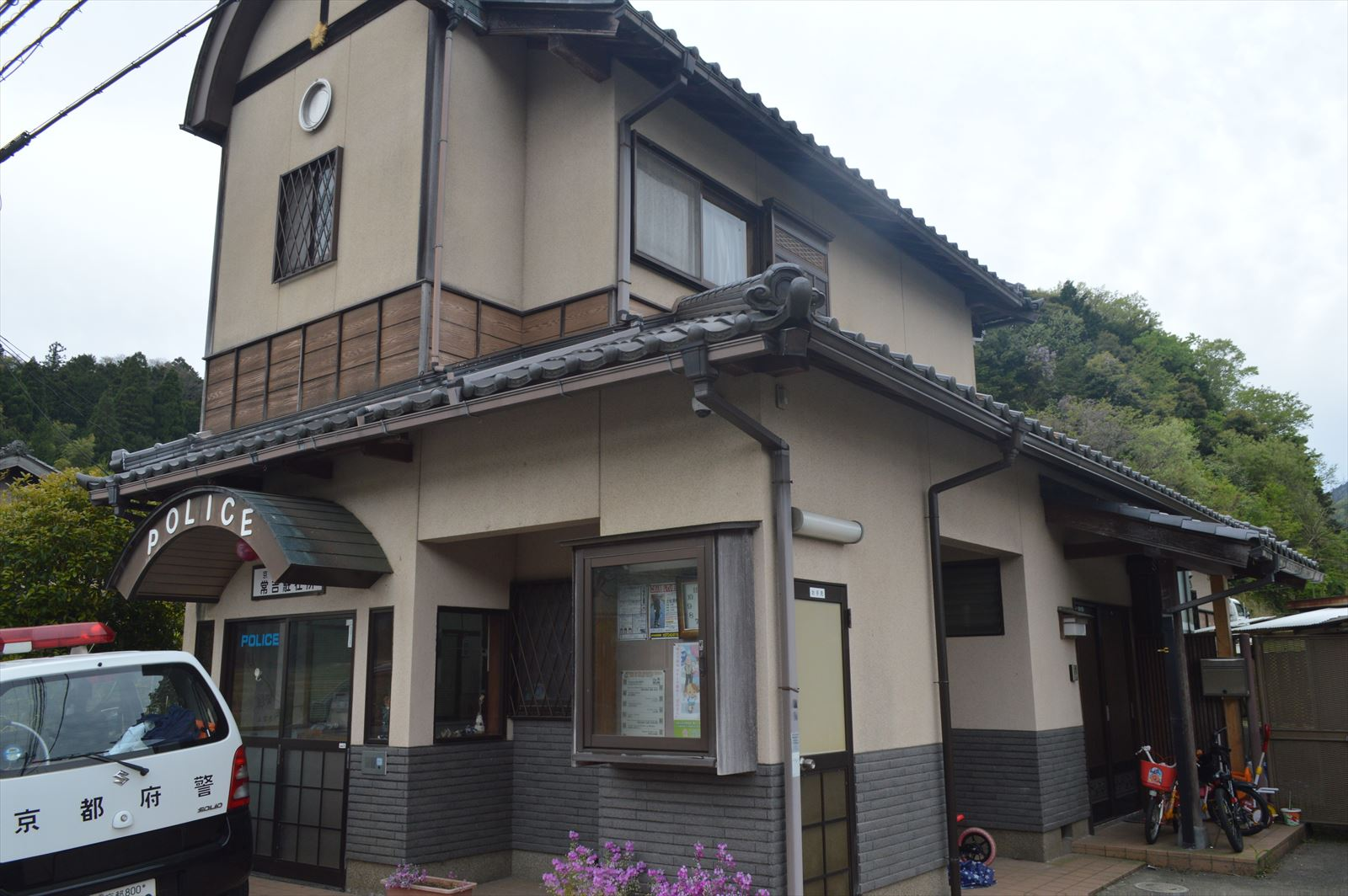
常吉駐在所
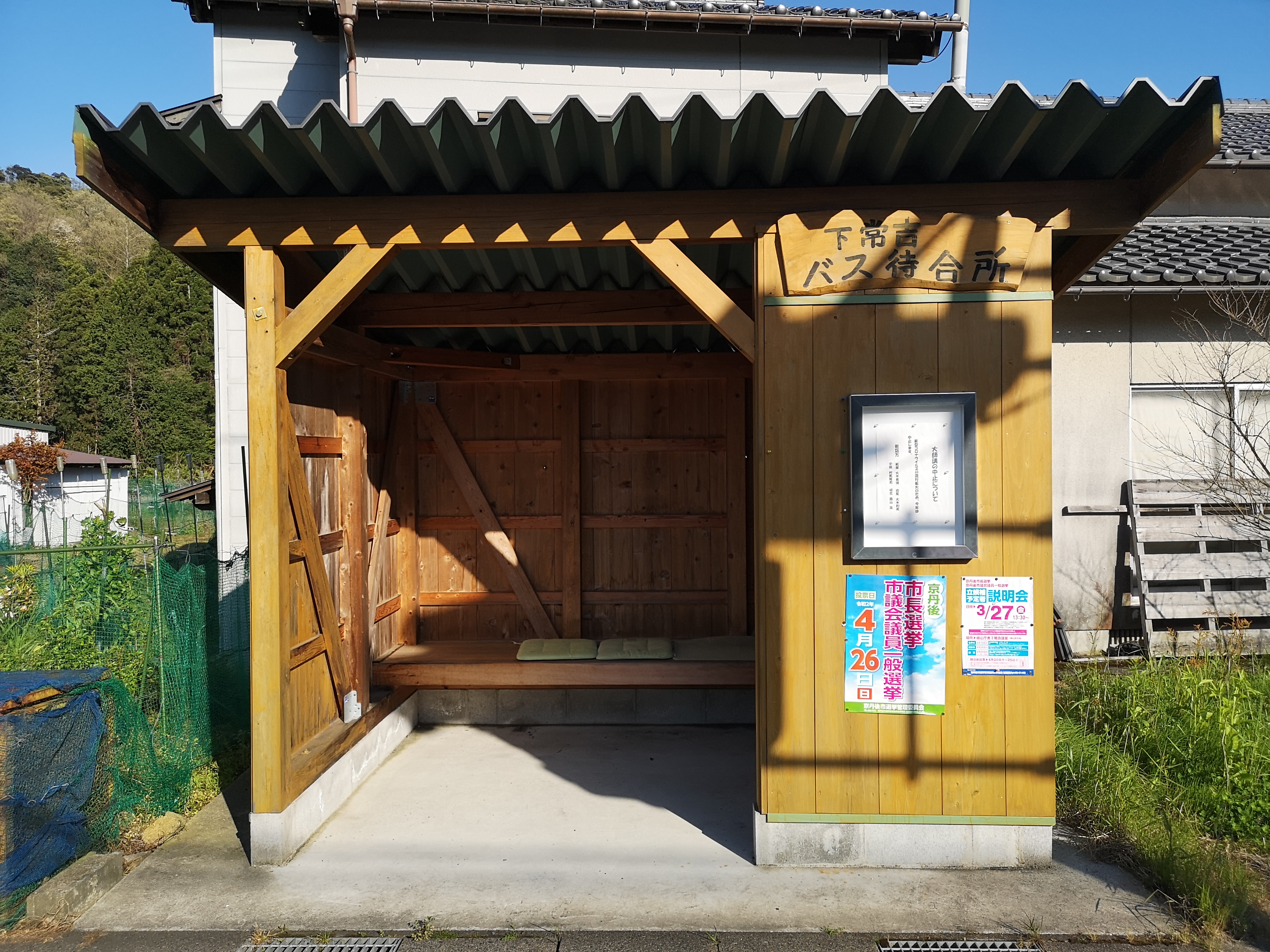
下常吉バス停
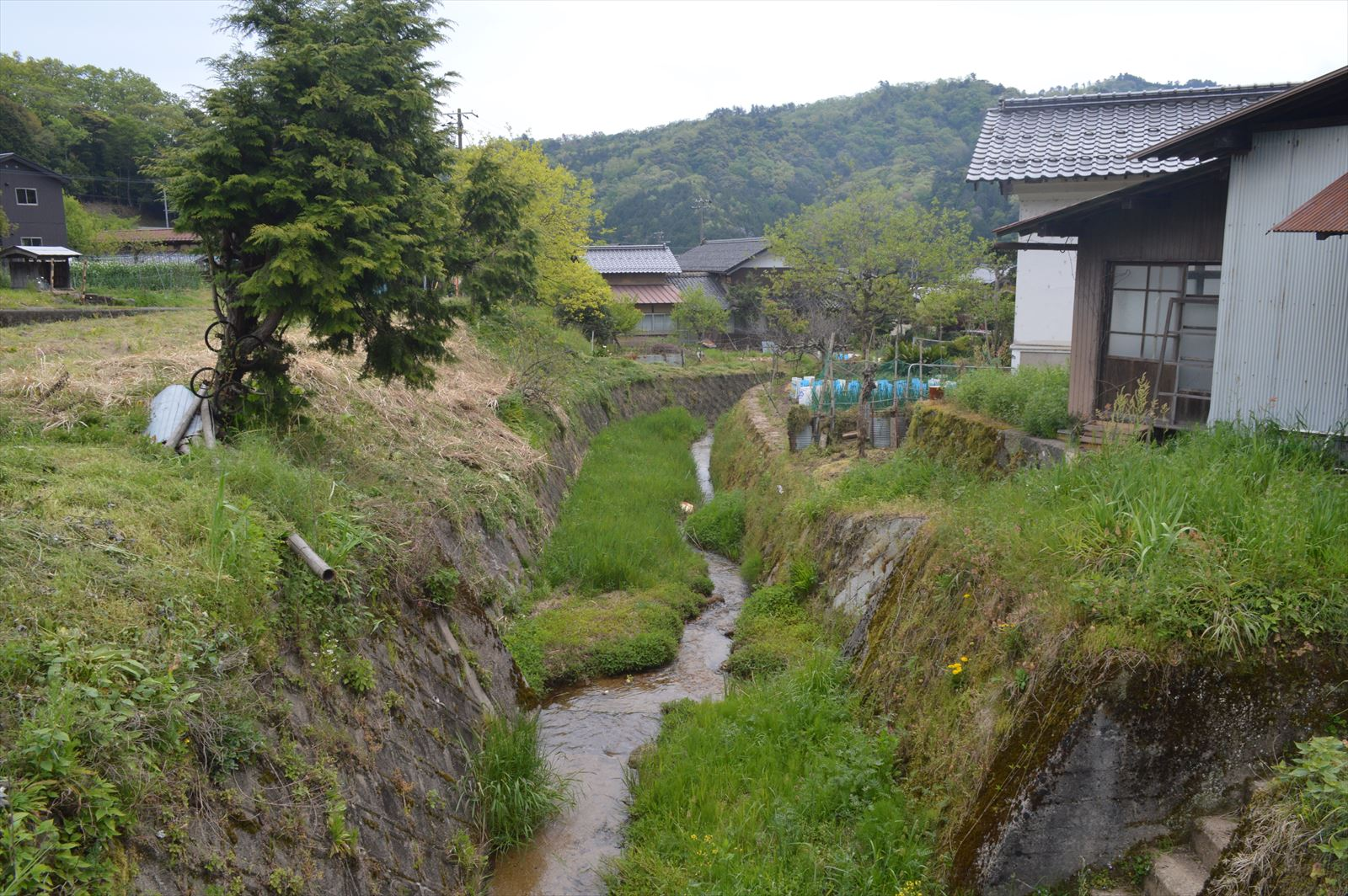
集落内を流れる天谷川

## 文化財
- 常吉本「丹後細見録」[16]
  - 下常吉区が所有する古書。和綴じの写本10冊を綴じ合わせてある。巻3の「一色式部大輔義道」の条には、「丹後資料叢書」所収の「丹後旧事記」で欠落している和紙約2枚分の記事が収録されている点で価値がある。